# A String of Pearls (film 1912)
A String of Pearls è un cortometraggio muto del 1912 diretto da D.W. Griffith.

## Trama
Una donna molto povera si ammala gravemente ma non trova nessun aiuto presso il suo ricco principale che, invece, spende a cuor leggero una grossa cifra per un filo di perle da regalare alla moglie. Anche questa si ammala: la donna povera guarisce, aiutata dai vicini di casa, mentre la ricca muore. Vicino a lei, freddo e inutile, il magnifico filo di perle.

## Produzione
Il film fu prodotto dalla Biograph Company.

## Distribuzione
Distribuito dalla General Film Company, il film - un cortometraggio in una bobina - uscì nelle sale cinematografiche USA il 7 marzo 1914. Il 18 aprile dello stesso anno, venne distribuito anche nel Regno Unito.
Non si conoscono copie ancora esistenti della pellicola che viene considerata presumibilmente perduta.